# Johnny Hindmarsh
John Stuart "Johnny" Hindmarsh, född den 25 november 1907, död den 6 september 1938, var en brittisk racerförare och pilot.
Hindmarsh utbildade sig till officer vid Royal Military Academy Sandhurst och därefter till pilot i Royal Air Force. Han ägnade sig även åt bilsport, där hans främsta merit är vinsten i Le Mans 24-timmars 1935 tillsammans med Luis Fontés i en 4½ Litre Lagonda Rapide. 
Hindmarsh omkom vid en testflygning med en Hawker Hurricane.